# Eugenio Minisini
Eugenio Minisini (Gemona del Friuli, 19 novembre 1878 – Varese, 16 maggio 1946) è stato un generale, inventore e partigiano italiano.

## Biografia
Il padre Francesco era un farmacista ed apparteneva ad una ricca famiglia friulana, mentre la madre Eugenia Fremont, era originaria di Fiume.
Nato ad Ospedaletto di Gemona, una frazione di Gemona, 15 anni entrò nell'Accademia Navale di Livorno e fu guardiamarina nel 1898. A bordo la nave Elba per tre anni lavorò come sottoufficiale in oriente, e fu decorato con l'Ordine di San Stanislao dallo zar per aver partecipato con le truppe russe alla spedizione italiana nel mar Giallo in Cina, quindi, rientrato in patria, si imbarcò prima sulla nave Affondatore, poi sulla Regina Margherita ed infine sul primo sommergibile italiano, il “Delfino”.
Si congedò dalla Marina militare italiana nel 1907, e in seguito richiamato alle armi, fu nominato capitano di corvetta per meriti durante la prima guerra mondiale. Successivamente per il suo acume, fu chiamato quale direttore della Commissione permanente per gli esperimenti del materiale da guerra e nel 1934 passò alla guida del Silurificio Italiano, come presidente.
Fu anche Direttore Generale e vice presidente dell'IRI. Divenne poi a seguito delle ordine di Mussolini, un consulente tecnico della Navalmeccanica.

## Progetti navali
Al Minisini si deve la costruzione della artiglieria militare in campo navale come il lanciasiluri ad impulso laterale installato sul Motoscafo armato silurante; progettò anche alcuni mezzi incursori come "il Minisini".

## I sommergibili di assalto
Il Minisini fu anche il progettista dei sottomarini sperimentali chiamati "Sommergibile d'Assalto" (S.A.) . Durante la guerra mondiale furono progettati e costruiti il SA1, SA2 e SA3, i quali dovevano in origine superare l'agilità degli U-Boot. Tali sottomarini di piccole dimensioni furono costruiti segretamente presso il Silurificio di Baia, silurificio che aveva il proprio poligono presso l'isolotto di San Martino.
Alcune testimonianze rivelano che questi progetti erano attenzionati anche dai servizi segreti giapponesi. I sottomarini avevano delle soluzioni ingegneristiche d'avanguardia per l'epoca come una propulsione basate su eliche traenti (anziché propulsive) e che anticipavano di molti anni gli attuali battelli con propulsione indipendente dall'aria (AIP).

## Negli Stati Uniti
Il generale Minisini venne infine trasferito negli Stati Uniti il 21 ottobre 1943 assumendo la direzione di un gruppo misto di ingegneri e tecnici italiani operanti presso la U.S. Navy Torpedo School di Newport, nel Rhode Island. In quella sede sviluppò un acciarino magnetico per siluri.